# ピエール・バルトロメー
ピエール・ジョルジュ・エドゥアール・バルトロメー（Pierre Georges Édouard Bartholomée, 1937年8月5日ブリュッセル- ）は、ベルギーの指揮者、作曲家。

## 経歴
1937年、ブリュッセル生まれ。ブリュッセル王立音楽院でアンドレ・デュモルティエにピアノ、アンドレ・スーリーに和声を学んだ後、1958年にイタリアのポジターノでヴィルヘルム・ケンプのマスター・クラスを受講。
1960年にRTBFのプロデューサーとなり、1962年にグループ・ムジーク・ヌーヴェルを結成して1976年まで音楽監督を務めた。1970年にはアンリ・プッスールとワロン音楽研究センターを創設。1971年から1977年まで母校の教授を務めた。1977年から1999年までリエージュ・フィルハーモニー管弦楽団の首席指揮者を歴任。1981年から2002年までルーヴェン・カトリック大学で教鞭をとり、2000年から2003年まで同大学のレジデント・コンポーザーを務めた。